# Partido Socialista Escocés
El Partido Socialista Escocés (en gaélico escocés: Pàrthaid Sòisealach na h’Alba; en scots: Scots Socialist Pairty) es un partido político de Escocia fundado en 1998. Reivindica una plataforma económica socialista y la independencia de Escocia. Sus portavoces son Colin Fox y Katie Bonnar. En las elecciones al Parlamento de Escocia de 2003 consiguieron 6 diputados y 2 consejeros locales, pero en las elecciones de 2007 perdieron la representación parlamentaria, aunque mantuvieron un consejero local. El SSP ha destacado por hacer campañas a favor del transporte púbico gratuito, por la alimentación gratuita en las escuelas, contra el impuesto municipal y contra las guerras en las que participa el Reino Unido.
En el ámbito internacional y europeo, el SSP forma parte de Izquierda Anticapitalista Europea (EACL), una coalición de partidos socialistas, comunistas y trotskistas. En la EACL el SSP confluye con otras organizaciones como el Nuevo Partido Anticapitalista francés de Olivier Besancenot o el Bloco de Esquerda de Portugal.

## Historia
El SSP se formó a partir de la Alianza Socialista Escocesa creada para las elecciones generales británicas de 1997, y debido a los aceptables resultados cosechados, decidió organizarse para las elecciones al Parlamento de Escocia de 1999, apoyando al candidato Tommy Sheridan, elegido por Glasgow.
En 1998 se constituyó en partido y se le unió la sección escocesa del Socialist Workers Party (SWP), la Unión Nacional de Trabajadores de Transportes por Ferrocarril y Mar (NURMTW), así como algunos miembros de las alas izquierdistas del Partido Nacional Escocés (SNP) y las más "nacionalistas" del Partido Laborista. En las elecciones de 2003 aumentó su representación a 6 miembros.
El 11 de diciembre de 2004 Sheridan dimitió por motivos personales y fue sustituido por Colin Fox. El 29 de agosto de 2006 abandonó el SSP y creó un nuevo movimiento, llamado Solidarity. Esto provocó una pérdida de votos considerable en las elecciones de 2007, que se tradujo en la pérdida de todos los diputados y le dejó con solo un consejero municipal. Sin embargo, en las elecciones parciales de 2008 en Glasgow Este y Glenrothes parecía haber recuperado parte de los votos perdidos.

## Política
El SSP apoya activamente la independencia de Escocia. En octubre de 2004 hicieron la Declaración de Carlton Hill, reclamando para Escocia una república basada en los principios de libertad, igualdad, solidaridad y diversidad. El SSP también reclama la reforma del sistema tributario municipal, así como la exención de impuestos a los enfermos crónicos y a los estudiantes. También aboga por una educación sexual responsable, la reforma de la ley sobre drogas y la gratuidad del transporte público con el objetivo de reducir las emisiones de dióxido de carbono.